# 함안공설운동장
함안공설운동장(咸安公設運動場, Haman Public Stadium)은 대한민국 경상남도 함안군에 있는 스포츠 시설이다. 인조잔디 필드와 우레탄 트랙이 갖춰진 경기장이며, 1999년 12월에 준공되었다.

## 부가 시설
함안공설운동장은 주경기장 이외에도 다목적 잔디구장과 마사토구장을 갖추고 있다. 또한 주경기장내에 테니스를 할 수 있는 시설을 갖추고 있다.
주경기장 뒤편에 경남 FC 구단의 클럽하우스가 있다.

## 참고 문헌
- “함안공설운동장”. 함안군문화시설사업소.
- 〈함안공설운동장〉. 《한국향토문화전자대전》. 한국학중앙연구원.[깨진 링크(과거 내용 찾기)]
- 《전국 공공체육 시설 현황 (2017년말 기준)》. 대한민국 문화체육관광부. 2019.
- 《2023 전국 공공체육시설 현황 (2022년 12월말 기준)》. 대한민국 문화체육관광부. 2024.